# Kai Koch

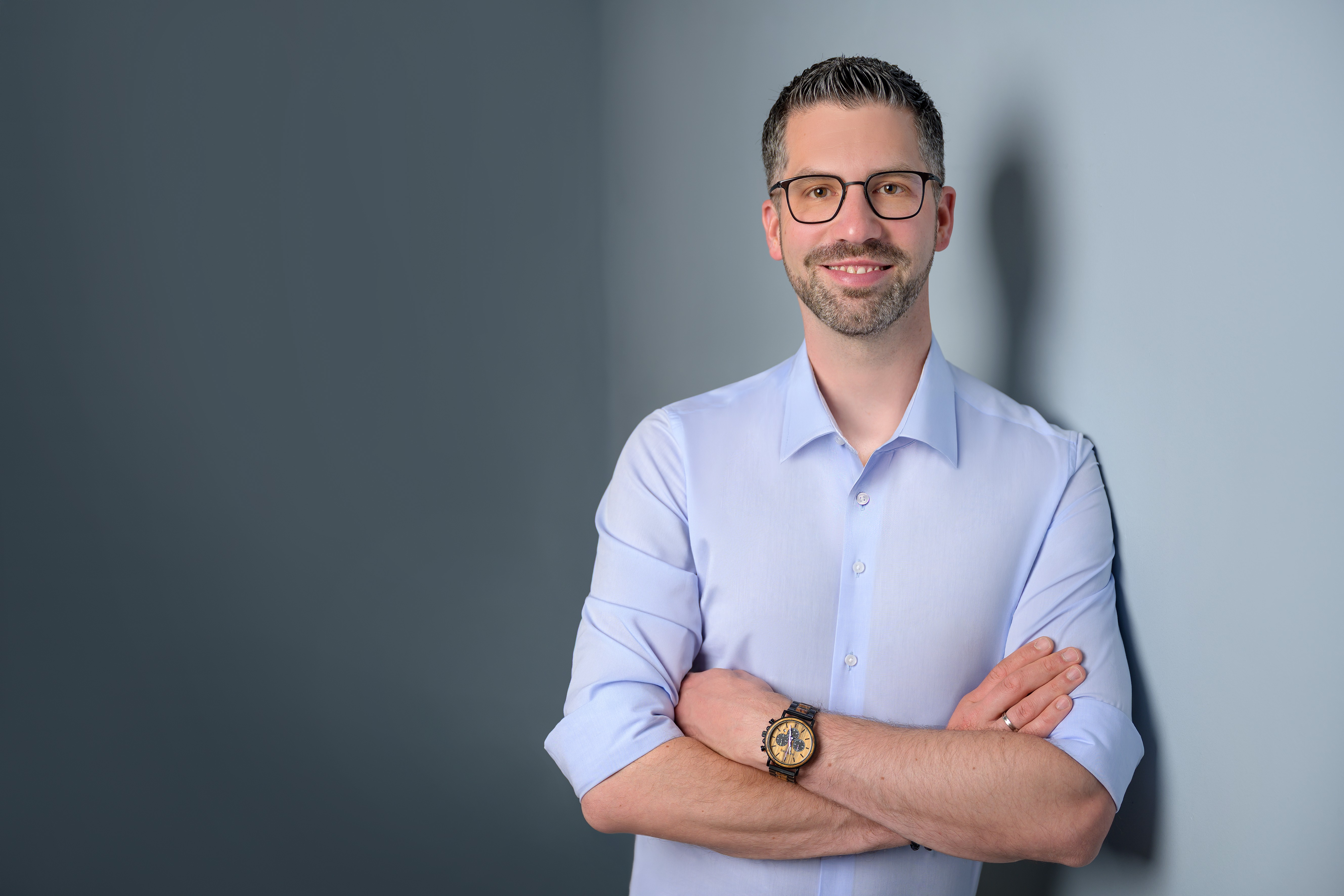
Kai Koch (2025)

Kai Koch (* 30. Dezember 1986 in Höxter als Kai Schmidt) ist ein deutscher Musikpädagoge, Musikgeragoge, Hochschullehrer, Organist und Chorleiter.

## Werdegang
Koch studierte nach dem Abitur am König-Wilhelm-Gymnasium Höxter und dem sich anschließenden Zivildienst ab 2007 Erziehungswissenschaften und Schulmusik an der Hochschule für Musik Detmold mit dem künstlerischen Hauptfach Orgel bei Tomasz Adam Nowak. Dieses Studium mit dem Zweitfach Chemie, das er an der Universität Paderborn belegte, beendete er 2011 mit dem Ersten Staatsexamen für das Lehramt an Gymnasien und Gesamtschulen.
In Münster absolvierte Koch von 2011 bis 2012 einen Masterstudiengang Musik und Kreativität (Hauptfach Orgel beim Domorganisten Thomas Schmitz) an der dortigen Musikhochschule, bevor er an der Friedensschule Münster 2013 sein Zweites Staatsexamen bestand. Als Vertretungslehrer und seit 2014 als Studienrat im Kirchendienst war er weiterhin an derselben Schule beschäftigt. Er wechselte in gleicher Funktion im August 2016 an das Evangelische Trifels-Gymnasium Annweiler.
Von 2014 bis 2015 studierte Koch berufsbegleitend im Studiengang Interpretation der Chormusik bei Jörg-Peter Weigle an der Hochschule für Musik „Hanns Eisler“ Berlin und schloss diesen mit einer Arbeit zu „Altersgrenzen in Chören“ mit einem weiteren Master of Music (M. Mus.) ab.
2017 wurde er mit einer empirischen Arbeit zum Chorsingen im Alter am Institut für Begabungsforschung in der Musik (IBFM) an der Universität Paderborn bei Heiner Gembris mit summa cum laude im Fach Musikpädagogik promoviert.
Nach Lehraufträgen (für die Fächer Musikpädagogik, Musikwissenschaft und wissenschaftliches Schreiben) an der Carl von Ossietzky Universität Oldenburg, der Musikhochschule Münster, der Hochschule für Musik und Darstellende Kunst Mannheim und der Internationalen Berufsakademie Heidelberg ist Koch weiterhin als Referent bei Vorträgen und Workshops sowie als Herausgeber und als Autor von wissenschaftlichen Veröffentlichungen (u. a. Musikdidaktik und Musikgeragogik) tätig. Kompositionen und Arrangements Kochs sind beim Gustav Bosse Verlag, bei Bärenreiter, Helbling, der Edition Impronta und der Edition Ferrimontana erschienen.
Zum Sommersemester 2018 wurde Koch als Professor für Musikpädagogik in der Sozialen Arbeit an die Katholische Stiftungshochschule München berufen. Von 2020 bis 2024 war er Professor für Musikpädagogik an der Universität Vechta. Im März 2024 wurde er auf die W3-Professur Musik und ihre Didaktik an die PH Karlsruhe berufen und leitet dort in dieser Funktion das Institut für Musik.
Er ist seit 2011 verheiratet und lebt mit seiner Frau und den gemeinsamen drei Söhnen in Ludwigshafen am Rhein.

## Musikgeragogische Arbeit
In Zusammenarbeit mit den Begründern der Musikgeragogik Hans Hermann Wickel und Theo Hartogh engagiert sich Koch vor allem durch den Bereich Seniorenchorleitung in diesem Teilgebiet der Musikpädagogik; Beispiele hierfür sind die empirische Dissertation zu diesem Thema und die Gründung des Netzwerks „Singen im Alter“ (deutschlandweite Seniorenchordatenbank, Literaturverzeichnis, Ankündigungen und Rezensionen von Praxismaterialien). Seit 2024 ist er 1. Vorsitzender der Deutschen Gesellschaft für Musikgeragogik (DGfMG e.V.).
Er referiert zum Thema Singen im Alter seit 2014 im Rahmen der bundesweiten Weiterbildung Musikgeragogik der Fachhochschule Münster (u. a. in Engers/Neuwied, Münster und Hammelburg). Zudem hält Koch Vorträge zum Thema „Singen im Alter“ im In- und Ausland, publiziert Chorliteratur speziell für Seniorenchöre, ist mit dem Thema Singen im Alter auf Fachtagungen präsent und stand in (Radio-)Interviews für musikgeragogische Fragen zur Verfügung.

## Preise und Auszeichnungen
- 2023: Posterpreis (Kategorie Teamarbeit) des AMPF e.V. (mit dem ZuLaMu-Projektteam Freiburg/Karlsruhe)[12]
- 2022: 1. Preis (Kategorie Kinderchor) beim 32. Valentin-Becker-Kompositionspreis (Fränkischer Sängerbund, Bad Brückenau)[13]
- 2021: Anerkennungspreis beim „Ars Docendi“ (Staatspreis für exzellente Lehre Österreichs öffentlichen Universitäten, Fachhochschulen, Privatuniversitäten und Pädagogischen Hochschulen) gemeinsam mit Heike Henning (Universität Mozarteum Salzburg) in der Kategorie „Methoden des Distance Learning und deren nachhaltiger Einsatz“
- 2017: „Silberplakette“ und einen zweiten Preis mit dem Kammerchor „T-Gys“ des Evangelischen Trifels-Gymnasiums Annweiler beim HARMONIE Festival in Lindenholzhausen[14]
- 2017: Teilnahme mit dem Kammerchor „Peaces“ der Friedensschule Münster an der „Bundesbegegnung des BMU“ als Vertreter des Landes Nordrhein-Westfalen[15]
- 2013: 3. Preis beim Kompositionswettbewerb (Kategorie: Arrangement) der chor.com in Dortmund[16]
- 2012: Preisträger beim Wettbewerb „Neues Geistliches Lied“ der Evangelisch-lutherischen Landeskirche Hannovers[17]
- 2010: Preisträger beim „2. Europäischen Chorforum für junge Komponisten“ mit Die Nacht (SSAATTBB)[18]
- 2007: Förderpreis „Junge Kunst“ der VerbundVolksbank OWL Stiftung (Hochstift Paderborn)[19]
- 2006 und 2007: Preisträger beim „Bundeswettbewerb Komposition: Musik im Kopf“ der Jeunesses Musicales Deutschland

## Publikationen

### Kompositionen
- Vom Riesen Timpetu (Kinderchor, Qfl., Kl.). Helbling, Rum/Esslingen 2024.
- mit F. J. Ratte (Hg.): Nun öffnet alle Tore weit. (Bosse Seniorenchor). Bosse, Kassel 2018.
- Musik zum Abschied. (Arrangement-Sammlung). Bärenreiter, Kassel 2017.
- Down by the Sally Gardens. (SSA). Musik Spezial/Edition Ferrimontana, Ober-Mörlen 2016.
- Pyramidal. (Qfl., Vcl., Engl.). Impronta Edition, Mannheim 2016.
- Gloria. (SATB, Org.) (2010). Impronta Edition, Mannheim 2015.
- The Holly and the Ivy. (TBB, Kl.). Helbling, Rum/Esslingen 2013.
- Ein Vogel saß auf einem Baum. (SATB). Musik Spezial/Edition Ferrimontana, Ober-Mörlen 2013.
- Psalm: Ich bin vergnügt, erlöst befreit. (Text: Hanns Dieter Hüsch). In: Musik und Kirche (2), Bärenreiter, Kassel 2012, S. 130.
- Pfingstlied I. (Text: Winfried Müller-Brandes). In: Befreit von Ängsten leben. Neue Oster- und Pfingstlieder. Strube, München 2012, S. 28.
- Dein Geist, Gott, spricht oft leise. (Text: Johannes Leue). In: Befreit von Ängsten leben. Neue Oster- und Pfingstlieder. Strube, München 2012, S. 24.
- Zeige mir den Weg des Glaubens. In: U. Beyer-Henneberger (Hg.): Arbeitshilfen KU. (Band 206), RPI, Loccum 2008, S. 26–28.

### Wissenschaftliches (Auswahl)
- mit H. Henning: Digital Creative Methods of Music Education in International Collaborative University Teaching. In: E. Papouli & C. D. Moshoula (Hrsg.): Arts-based pedagogical approaches during a global pandemic: The use of creative teaching strategies for online an inperson learning. Cognella Academic Publishing 2024, im Druck.
- mit U. Konrad: Ästhetische Erfahrungsräume im Alter gestalten. Dargestellt am Beispiel des Experimentalchores Alte Stimmen Troisdorf. In H. H. Wickel & T. Hartogh (Hrsg.): Musikgeragogik und Bildung. Waxmann 2023, S. 23–31.
- Konzerte für Menschen mit Demenz. In: J. Voit & A. Petri-Preis (Hrsg.), Handbuch Musikvermittlung. Waxmann 2023, S. 435–440.
- mit L. Koliusis: Herausforderungen bei der Chorarbeit im Strafvollzug. In: A. de Banffy-Hall, D. M. Eberhard & A. Ziegenmeyer (Hrsg.): Jailbreak – Musik im Strafvollzug. Waxmann 2021, Münster, S. 179–189.
- mit B. Reuschenbach, B. (Hrsg.): Konzerte für Menschen mit Demenz. Grundlagen – Durchführung – Erfahrungen. Kohlhammer, Stuttgart 2021.
- mit K. Schatz: Singen und Musizieren im Alter. Ergebnisse einer Untersuchung zur Kirchenmusikgeragogik. In: Musik und Kirche (3), Bärenreiter, Kassel 2021, S. 176–180.
- Tagungsdokumentation – Kulturgeragogische Veranstaltungen in Zeiten von Corona. In: OSFPreprints, 2021, DOI:10.31219/osf.io/nwrpv[20].
- Musikgeragogische Angebote als Möglichkeit kultureller und sozialer Teilhabe. In: Diskussion Musikpädagogik (87), 2020, S. 45‒50.
- Kreative Spielräume – Chancen des Chorsingen in ländlichen Regionen. In: Musik und Kirche (1), Bärenreiter, Kassel 2020, S. 100–104.
- mit J. Riemann: Bienensterben – ein Thema für den Musikunterricht. In: Musik und Bildung (1), Glienicke, Studio Neumann 2020, S. 48–53.
- (Hrsg.): Handbuch Seniorenchorleitung. Grundlagen – Erfahrungen – Praxis. Bosse, Kassel 2019.
- Komponistenportrait Alwin Schronen. In: Musik und Kirche (1), Bärenreiter, Kassel 2019, S. 54–55.
- Komponieren in der Sekundarstufe II. Computergestützte Gestaltungsaufgaben. In: D. Barth u. a. (Hrsg.): Musikunterricht 4. Am Puls der Zeit. BMU, Mainz 2019, S. 90–95.
- Gleicher Text – andere Melodie. (Wort-Ton-Verhältnis am Beispiel Der Maulwurf.). In: Musik und Bildung (3), Schott, Mainz 2018, S. 26–30.
- Komponistenportrait Mårten Jansson. In: Musik und Kirche (3), Bärenreiter, Kassel 2018, S. 206–207.
- SMS: Das Lied der Deutschen. (Unterrichtsmaterial zu einer Short Music Story). In: Musik und Bildung (2), Schott, Mainz 2018, S. 34–39.
- mit D. Haverkamp: Zur Inszenierung von Kantatengottesdiensten. In: J. Arnold et al. (Hrsg.): Mit Bach predigen, beten und feiern. Evangelische Verlagsanstalt, Leipzig 2018, S. 51–67.
- mit J. Loest, u. a.: Lebensreigen statt Totentanz. In: J. Arnold u. a. (Hrsg.): Mit Bach predigen, beten und feiern. Evangelische Verlagsanstalt, Leipzig 2018, S. 213–217.
- Seniorenchorleitung – Empirische Studien zur Chorarbeit mit älteren Erwachsenen. (Doktorarbeit bei Heiner Gembris, IBFM Universität Paderborn). LIT, Münster 2017.
- Seniorenchorleitung – das kann doch jeder? Falsch gedacht! In: Chorzeit (44), Deutscher Chorverband e.V., Berlin 2017, S. 20–21.
- Die Etablierung geragogischer Inhalte in der musikpädagogischen Ausbildung. In: Diskussion Musikpädagogik (76), 2017, S. 46–49.
- One day, baby, we’ll be old – Perspektiven für Seniorenchöre. In: Chorlive (4). ChorVerband NRW e.V., Duisburg  2016, S. 26.
- (Chor-)Singen im Alter aus Sänger- und Chorleiterperspektive. In: A. Fricke, T. Hartogh (Hrsg.): Forschungsfeld Kulturgeragogik. Kopaed, München 2016, S. 301–323.
- Warum ich einen Seniorenchor leite? – Motivation zur Chorarbeit mit Älteren. In: Chorlive (1), ChorVerband NRW e.V., Duisburg 2016, S. 22–23.